# Гончар, Борис Михайлович
Борис Михайлович Гончар (1 марта 1945, Липянка, Кировоградская область — 22 марта 2015, Киев) — советский и украинский историк-международник и американист. Доктор исторических наук, профессор, заведующий кафедрой новой и новейшей истории зарубежных стран Киевского национального университета имени Тараса Шевченко (1990—2015).

## Биография
Родился 1 марта 1945 года в селе Липянка.
В 1969 году окончил исторический факультет Киевского государственного университета им. Т. Г. Шевченко. В 1969—1972 годах — лектор-международник республиканского правления товарищества «Знание».
В Киевском национальном университете имени Тараса Шевченко: в 1974—1980 годах работал ассистентом, старшим преподавателем, с 1980 года — доцент, с 1995 года — профессор. В 1990 году исполнял обязанности, а со следующего года уже был утверждён заведующим кафедрой новой и новейшей истории зарубежных стран, где проработал до конца жизни. Также в 1976—1983 годах был заместителем декана исторического факультета.
Преподавал нормативный курс «Новая история стран Западной Европы и США», спецкурсы. Подготовил двух докторов и 25 кандидатов исторических наук.
Сфера научных интересов: история международных отношений, вопросы региональных конфликтов, отношения США и СССР, история США и стран Западной Европы.
Кандидатская диссертация «Средиземноморская политика США 1968—1974» (1974; научный руководитель — профессор Тарасенко В. А.), докторская диссертация «Фактор региональных конфликтов в процессе формирования и реализации политики США в отношении СССР в 70-е—80-е гг.» (1994).
Автор более 250 научных трудов, около 150 статей в энциклопедических изданиях.
За успехи в учебной работе и личный вклад в подготовку специалистов-историков в 1999 году награждён Министерством образования и науки Украины знаком «Отличник образования Украины». В 2004 году было присвоено почётное звание «Заслуженный деятель науки и техники Украины».

## Труды
- Конфронтация или диалог. Стереотип антисоветизма в региональной внешней политике США. К. (соавтор), 1989;
- СРСР — США: «правила поведінки» в регіональних конфліктах. К., 1990;
- «Кризова дипломатія» СРСР і США в конфліктах «третього світу» (70—80-і рр.). К., 1992;
- Ставлення США до проблеми інтеграції країн Центрально-Східної Європи в західноєвропейські об’єднання // Питання нової та новіт. історії. К., 1996. № 42;
- Відносини між Францією і УНР (грудень 1918 — квітень 1919) // Український історичний журнал. 2000. № 2;
- Наполеон і Україна // Діалог. Франція-Україна. К., 2002;
- Всесвітня історія: Навч. посіб. К., 2002, 2007 (у співавт.);
- Сучасні виклики міжнародній безпеці і ООН // Пам’ять століть. 2005. № 5.
- Світова історія: ХХ століття. Енциклопедичний довідник. Львів, 2008 (соавтор);
- Нова історія країн Європи та США. 1870—1918 роки : підручник. К., 2009 (соавтор).
- Барак Обама і зовнішньополітична спадщина Джорджа Буша-молодшого (кризові аспекти) // Вісник КНУ ім. Тараса Шевченка. — К, 2009. — Вип. 96. — С. 4—6;
- Війна США в Афганістані і адміністрація Б.Обами // Б. М. Гончар, Ю. Б. Гончар. Вісник Луганського національного університету ім. Тараса Шевченка. — Луганськ, грудень 2010. № 23 (210). — С. 20—29.
- Американська адміністрація Барака Обами та іранська ядерна програма // Наукові праці Чорноморського державного університету ім. Петра Могили. Серія «Історія». — Миколаїв, 2010. Вип 147. т. 154. — С. 69—73.
- Геостратегічний «порядок денний» для НАТО: точка зору з. Бжезинського // Вісник КНУ імені Тараса Шевченка. Історія. — К., 2011. Вип. 101. С. 11—13.
- США і ООН : деякі проблеми взаємовідносин // Актуальні проблеми міжнародних відносин. Збірник наукових раць. ІМВ КНУ ім. Тараса Шевченка. К., 2011. Вип. 96, ч.1. — С. 63—70.
- Зовнішня політика адміністрації Б. Обами на шляху відновлення американського лідерства / Вісник КНУ імені Тараса Шевченка. Історія. Вип. 113. К., 2012;